# Palazzo Massimo Istoriato

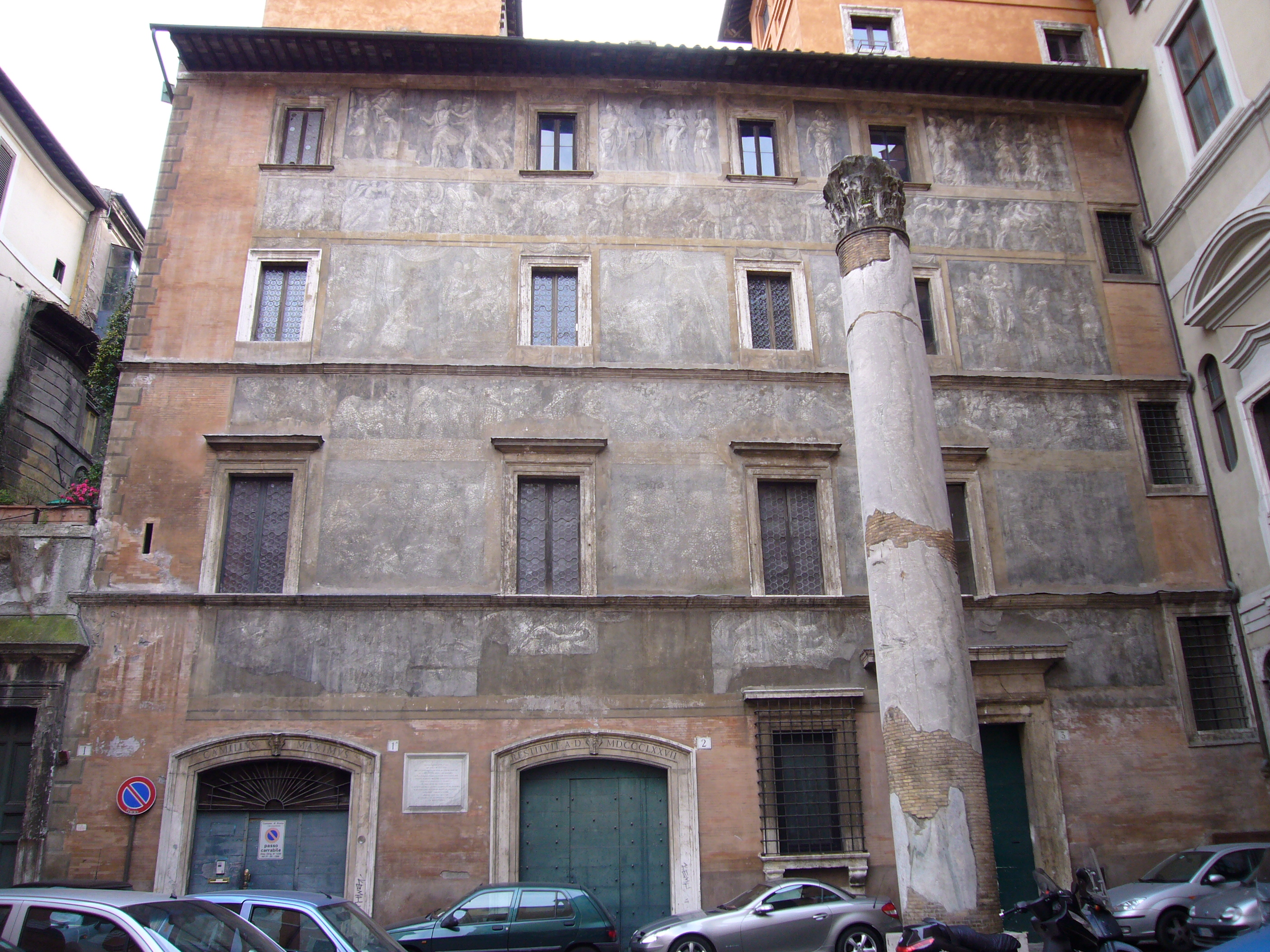
Vista do palácio. A coluna em primeiro plano era parte do antigo Odeão de Domiciano, sobre o qual o complexo do palácio foi construído.

Palazzo Massimo Istoriato é um palácio localizado no rione Parione, em Roma, e que faz parte do mesmo complexo no qual estão o Palazzo Massimo alle Colonne e o Palazzo Massimo di Pirro, no fundo e de frente para a Piazza dei Massimi.

## História e descrição
O complexo inteiro foi construído sobre as ruínas do Odeão de Domiciano e é dele que provém a coluna monolítica, recuperada em 1938, reerguida em 1950 e localizada no centro da Piazza dei Massimi, uma praça curiosamente tranquila imediatamente ao lado da Piazza Navona.
O palácio é o mais antigo dos palácios da família Massimo e foi construído com base num projeto de Baldassarre Peruzzi no final do século XV. Danificado pelos lansquenetes durante o saque de Roma de 1527, o palácio foi parcialmente reconstruído em 1530 por Giovanni Mangone, um pupilo de Antonio da Sangallo, o Jovem. Seu nome, por um curto período apenas Palazzo Istoriato, é uma referência à decoração de sua fachada com afrescos monocromáticos (grisailles) que contam histórias mitológicas e bíblicas, provavelmente pintados por Daniele da Volterra no século XVI para celebrar as núpcias de Angelo Massimo com Antonietta Planca Incoronati. 
A fachada se apresenta em três pisos com janelas emolduradas com arquitrave no térreo, no qual está também um belo portal renascentista e duas portas para animais com arcos rebaixados em mármore nos quais estão inscritos "CAMILLIS MAXIMUS" (primeira) e "RESTITUIT AD MDCCCLXXVII" (segunda). Esta fachada foi reformada em 1877 pelo pintor Luigi Fontana e muitas outras vezes no século XX.
Com sua fachada aparentemente excêntrica, o palácio é um remanescente de uma antiga vizinhança medieval e renascentistas demolida quando foram abertas as modernas vias Corso Vittorio Emanuele — sobre o qual se projeta hoje o Palazzo Massimo alle Colonne — e o Corso Rinascimento depois da Unificação da Itália.
O piso térreo abrigou antigamente uma das primeiras tipografias de Roma, abertura por dois tipógrafos alemães, Conrad Schweynheym e Arnold Pannartz. Provenientes de Subiaco, a setenta quilômetros de Roma, onde operaram entre 1465 e 1467, foram convidados a ficar ali pela família Massimo. A tipografia iniciou suas atividades publicando, no próprio ano de 1467, a "Cidade de Deus", de Santo Agostinho, como recorda uma lápide comemorativa das reformas de Camillo Massimo entre os dois portões. Em seis anos de atividade, foram publicados cerca de 12 475 volumes.